# Pheidole braueri
Pheidole braueri är en myrart som beskrevs av Auguste-Henri Forel 1897. Pheidole braueri ingår i släktet Pheidole och familjen myror. Inga underarter finns listade i Catalogue of Life.

## Bildgalleri

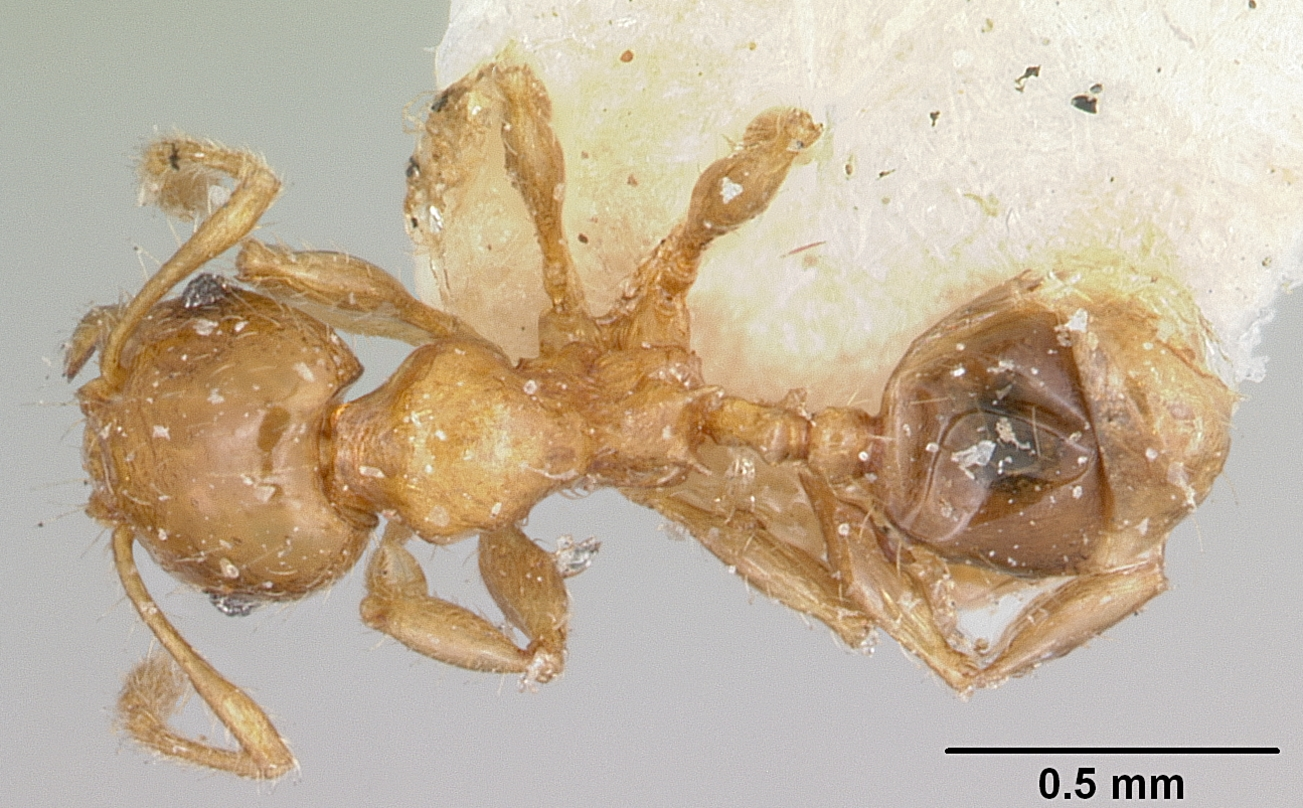
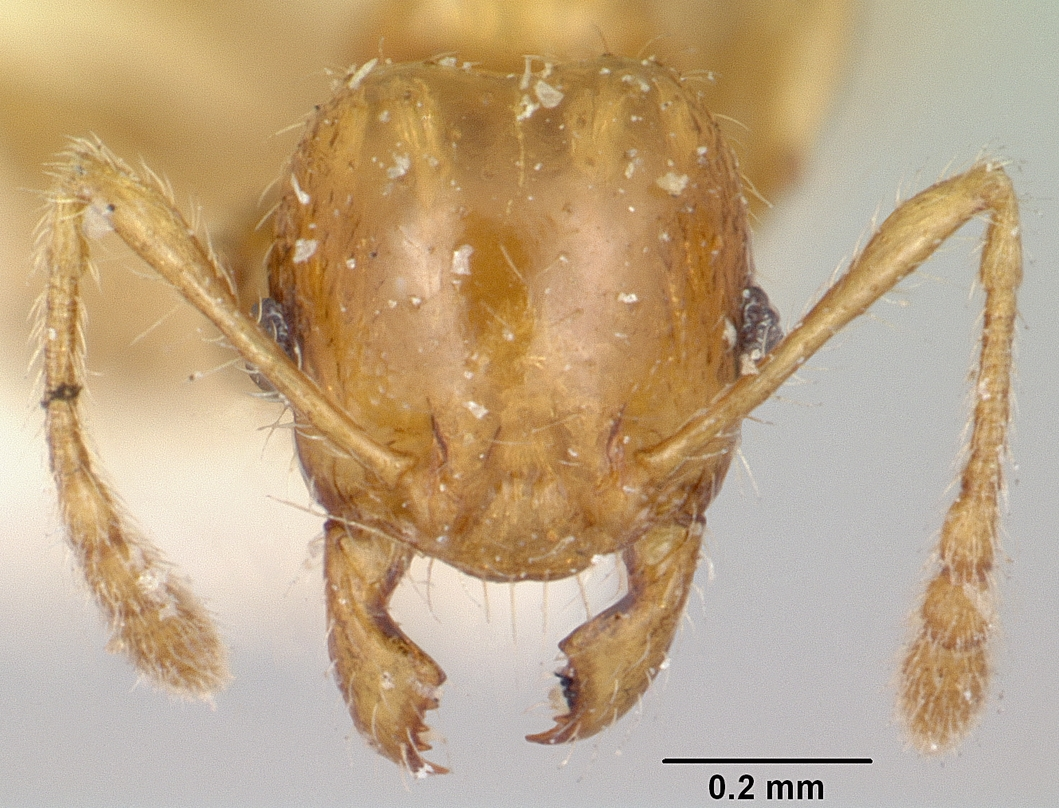
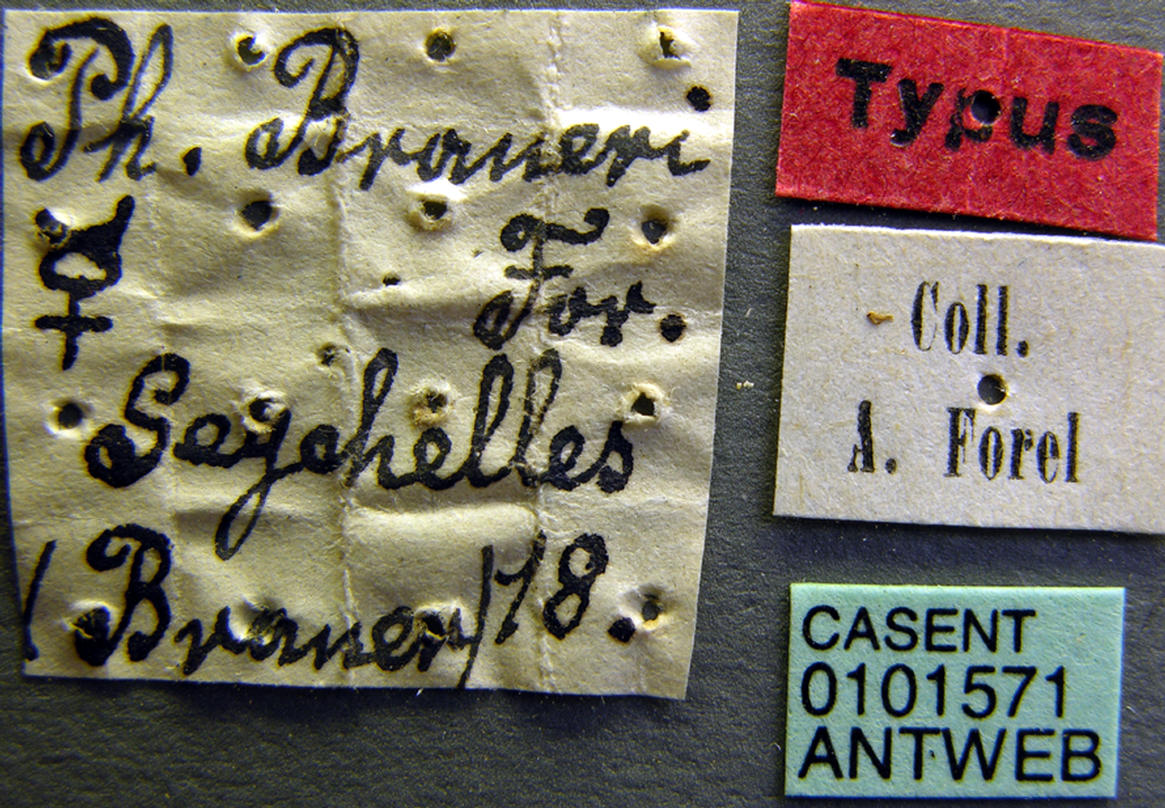
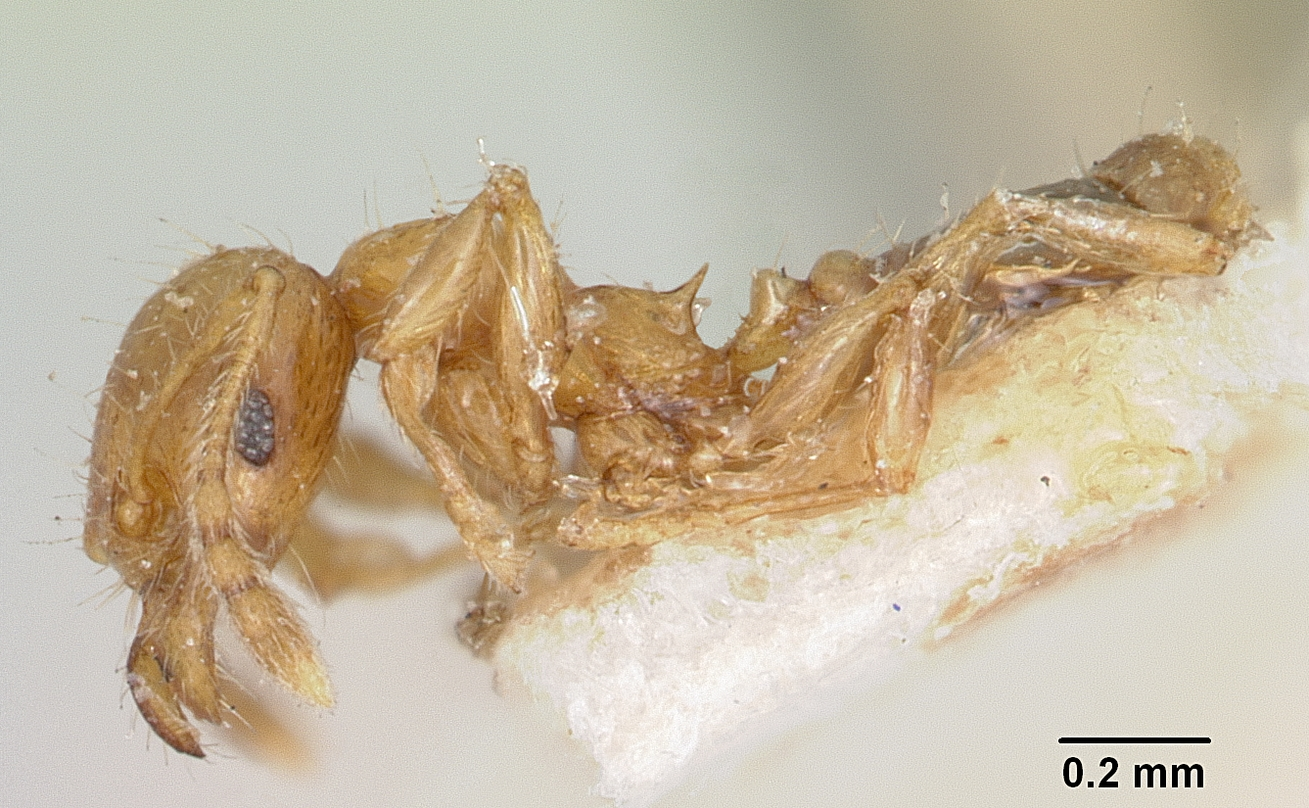
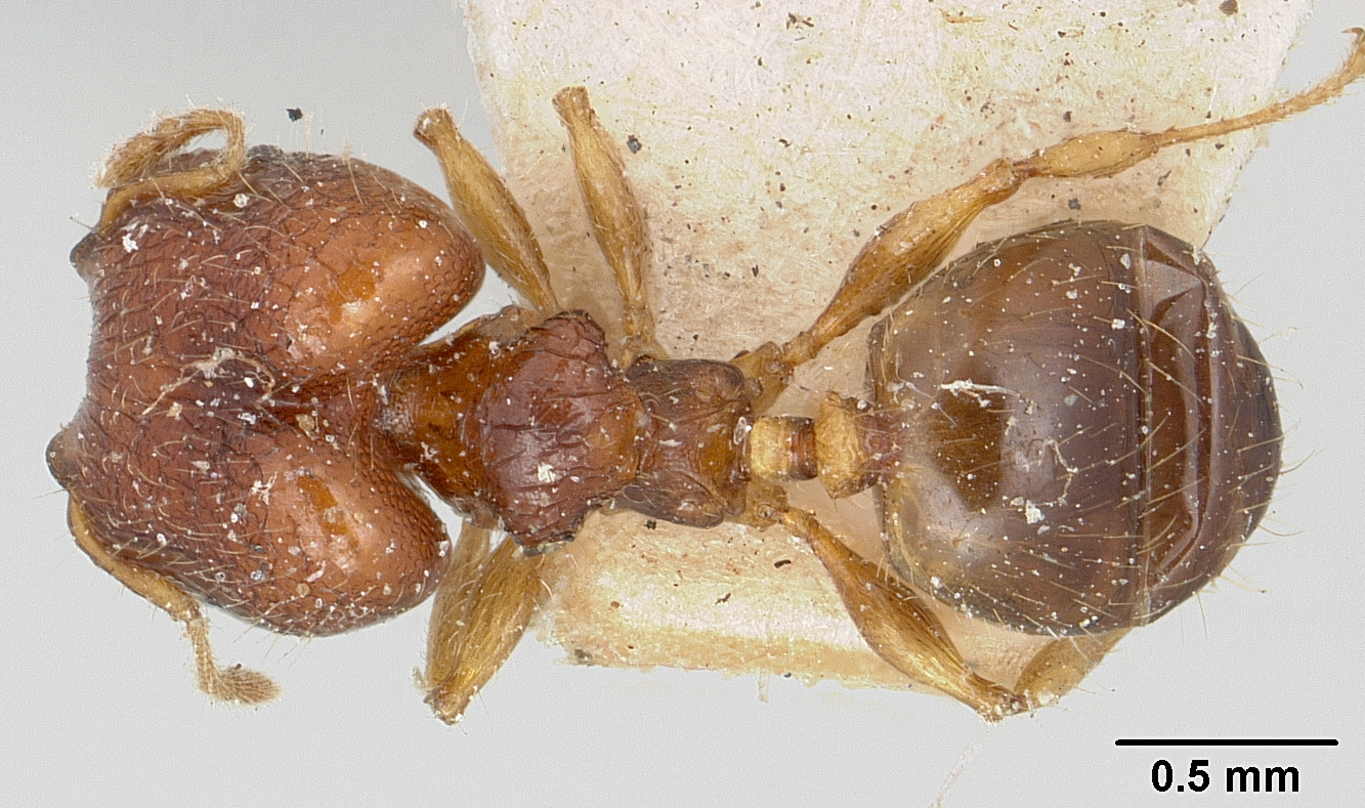
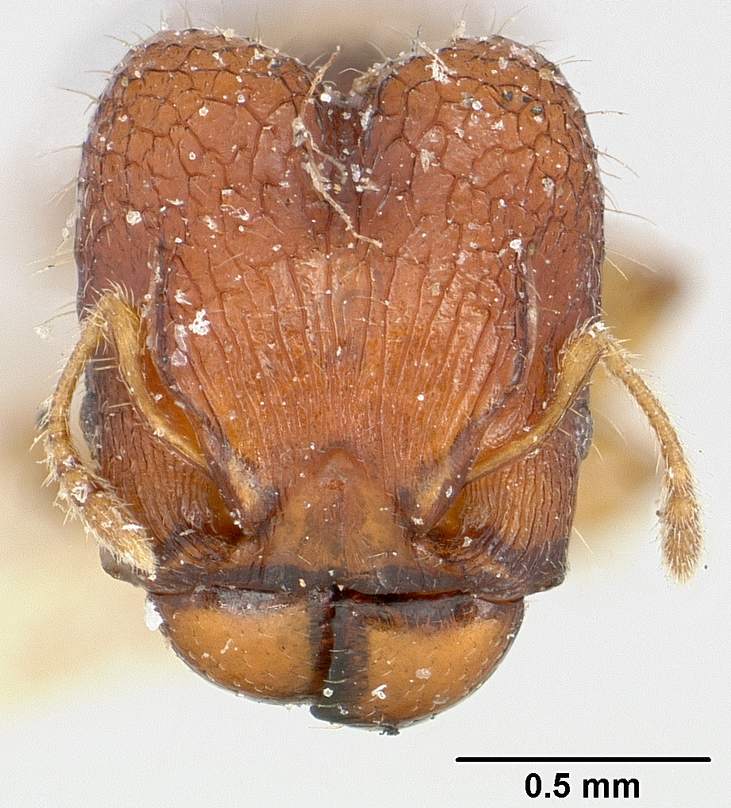